# 朱子壜
河陰懷僖王朱子壜（1427年—1447年），明朝周藩第一代河陰王，周簡王朱有爝的庶第五子。

## 生平
正統六年（1441年）四月，獲賜名子壜。九月，封河陰王。
正統十二年（1447年），朱子壜去世，享年二十一歲，諡號懷僖。十年後，嫡長子朱同鑣襲爵。

## 家庭

### 妻
- 鞏氏，南城兵馬副指揮鞏郁女，正統九年（1444年）冊為河陰王妃[5]，正統十二年（1447年）自盡，諡貞肅[3]，生朱同鑣[6]

### 子
- 嫡長子：河陰康簡王朱同鑣[6]
- 庶次子：朱同銂[7]